# ケイ・カマラ
ケイ・カマラ（Kei Kamara 、1984年9月1日 - ）は、シエラレオネ出身の同国代表プロサッカー選手。CFモントリオール所属。ポジションはFW。

## クラブ経歴
2006年のMLSスーパードラフトで、コロンバス・クルーの1位指名（全体9位）を受けた。
2009年9月15日、エイブ・トンプソンとのトレードでスポルティング・カンザスシティに移籍。
2012-13シーズン冬の移籍ウインドーでノリッジ・シティFCにレンタル移籍。
2013年9月2日、移籍金90万ポンドでミドルズブラFCに移籍、2年契約を結んだ。
2014年10月、2015年1月よりコロンバス・クルーに復帰することが発表された。
2016年5月12日、MLSスーパードラフト指名権とのトレードでニューイングランド・レボリューションに移籍。
2017年12月10日、MLSスーパードラフト指名権とのトレードでバンクーバー・ホワイトキャップスに移籍。
2018年12月、エクスパンションドラフトでFCシンシナティに指名され、直後にコロラド・ラピッズにトレード。

## 人物
16歳の時に難民としてアメリカに移住した。
2006年にグリーンカードを取得したため、MLSでは国内選手扱いとなっている。

## タイトル

### クラブ
スポルティング・カンザスシティ
- イースタン・カンファレンス (レギュラーシーズン) (2): 2011, 2012
- USオープンカップ: 2012[9]

コロンバス・クルー
- イースタン・カンファレンス (プレーオフ): 2015[10]

### 個人
- MLSフェアプレー賞: 2007
- シエラレオネ年間最優秀選手: 2012[11]
- MLSオールスター: 2015[12]
- MLSベストイレブン: 2015[13]